# 格魯吉亞蘇維埃社會主義共和國國徽
格魯吉亞蘇維埃社會主義共和國國徽啟用於1922年2月28日，至1990年12月11日格魯吉亞國徽啟用為止。
由三個同心圓組成。內圓中央為旭日初升於高加索山脈之象。上方有紅色五角星和鎚子與鐮刀，象徵社會主義的勝利。下有格魯吉亞語書寫的國名(საქართველოს საბჭოთა სოციალისტური რესპუბლიკა)、麥穗和葡萄裝飾。中圓以俄語和格魯吉亞語書寫的蘇聯格言「全世界無產者，聯合起來！」。外圓為民族圖案裝飾和七角星。
阿布哈茲蘇維埃社會主義自治共和國和阿查拉苏维埃社会主义自治共和国都有自己的國徽，前者更採用了阿布哈茲語。